# ミゲル・モンテロ
- ミゲル・モンテーロ

ミゲル・アンヘル・モンテロ・フェルナンデス（Miguel Angel Montero Fernandez, 1983年7月9日 - ）は、ベネズエラ・ミランダ州カラカス出身の元プロ野球選手（捕手）。右投左打。愛称はミギー、モンティー。

## 経歴

### プロ入りとダイヤモンドバックス時代
2001年4月23日にアリゾナ・ダイヤモンドバックスと契約を結び、ニューストラ・セノーラ・ラ・エスパナザ高等学校からプロ入りを果たした。同校出身者としては、初の大リーグ選手である。
2002年にパイオニアリーグのルーキー級ミズーラ・オスプレイでプロデビューを果たした。50試合の出場で、打率.263、3本塁打、14打点、2盗塁という成績をマークした。守備面では、捕手として6失策、守備率.980、盗塁阻止率19%という成績を残したほか、三塁手及び一塁手でも試合に出場した。また、この時のチームメイトには山口鉄也がいた。
2003年はルーキー級ミズーラでプレー。59試合に出場して打率.301、4本塁打、32打点、2盗塁という成績をマークし、打撃面で成長の跡を残した。守備面では盗塁阻止率を25%まで上げ、肩の強さを発揮した。
2004年はA級サウスベンド・シルバーホークスで115試合に出場して打率.263、11本塁打、59打点という打撃成績をマーク、プロ入り後では自身初となる二桁本塁打を放った。また8盗塁を決め、スピード面での進歩を示した。守備面では、捕手としての85試合で12失策、パスボール9個を犯し、進歩の感がなかった。
2005年はA+級ランカスター・ジェットホークスでプレーし、85試合に出場して打率.349、24本塁打、82打点、1盗塁、OPS1.028を記録した。また守備面でも、失策こそ多かったものの盗塁阻止率33%を記録し、強肩捕手として開花し始めた。途中、AA級テネシー・スモーキーズへ昇格し、30試合に出場した。昇格後の打撃成績は、打率.250、2本塁打、13打点と並みのレベルだったが、守備面では引き続き3割超えの盗塁阻止率（31%）を記録し、A+級ランカスターでの数字がまぐれでない事を証明した。2つのランクでの通算成績は、打率.326、26本塁打、95打点、2盗塁、OPS0.943、盗塁阻止率32%（許盗塁：57、盗塁刺：27）というものだった。
2006年は開幕からAA級テネシーでプレーし、81試合に出場して打率.270、10本塁打、46打点という打撃成績を残した。また守備力も大幅に向上し、75試合のキャッチャー守備でエラー2個に留め、守備率.997をマークした。また、盗塁阻止率は39%という高率を誇った。その後、AAA級ツーソン・サイドワインダーズに昇格し、36試合で打率.321、7本塁打、29打点、1盗塁という成績を残して強打を発揮した。AA級テネシーとAAA級ツーソンでの通算成績は、117試合の出場で、打率.286、17本塁打、75打点、1盗塁、盗塁阻止率38%というもの。出場試合数は、マイナーでの年間で自己最多であり、3年連続で二桁本塁打を放った。9月6日のフロリダ・マーリンズ戦でメジャーデビューを果たした。この試合では3打数ノーヒットに終わり、1三振を喫した。メジャー1年目のシーズンは6試合に出場して打率.250、3打点という成績を残した。
2007年のダイヤモンドバックスではクリス・スナイダーが正捕手を務めていたが、モンテロも多くの試合に起用された。スタメン出場した4月14日のコロラド・ロッキーズ戦では、8回裏にラトロイ・ホーキンスからメジャー初本塁打を放った。また、9月5日のサンディエゴ・パドレス戦ではソロホーマーを2発放ち、メジャー自身初となる1試合でのマルチ本塁打を記録した。最終的には84試合に出場し、打率こそ.224と低かったものの10本塁打を放ち、37打点をマークした。守備面では、6失策を犯して守備率.984、DRS-6という成績で、自慢の強肩でも盗塁阻止率22%に終わるなど、芳しくない結果だった。
2008年は前年に引き続き、スナイダーが正捕手だったが、モンテロも70試合に出場した。打撃面では、打率.255、5本塁打、18打点という成績を残し、ホームランと打点こそ前年から半減したものの、打率の水準を引き上げた。また、出塁率.300・長打率.400のラインをクリアし、メジャー3年目でOPSが初めて0.700を超えた（0.765）。一方の守備面では、エラーを4個に減らして守備率を.989まで上げたものの、DRSと盗塁阻止率は更に悪化し、2年連続で結果を残せなかった。
2009年は3年連続で、スナイダーのバックアップ捕手としてシーズン開幕を迎えたが、スナイダーが6月下旬に故障者リスト入りした為、モンテロに正捕手の座が巡ってきた。最終的には128試合に出場し、高い打撃力が開眼。規定打席には届かなかったものの、打率.294、16本塁打、59打点、OPS0.832という好成績をマーク。また、メジャー初盗塁も決めた。守備面でも多少の進歩を見せ、DRSは自身初の平均以上となる+2を記録したほか、盗塁阻止率もメジャーでは自己最高の26%を記録した。更にパスボールは、2007年は73試合にマスクを被って5個だったが、2009年は111試合で4個に留め、ボールブロック技術の向上も成績で証明した。
2010年、前年は2008年まで正捕手だったスナイダーの故障によりレギュラーの座を射止めたが、この年は、逆にモンテロが開幕直後に故障してしまい、約2ヵ月間戦線離脱した。結局、故障の影響もあって85試合の出場に留まり、打率.266、9本塁打、43打点というやや物足りない打撃成績に終わった。一方、守備面では守備率.996、盗塁阻止率がメジャーでは自身初の3割超えとなる31%を記録するなど、更なるステップアップが見られた。
2011年4月1日に行われたロッキーズとの開幕戦では、5打数3安打（二塁打と本塁打が各1） 2打点の活躍を見せる幸先の良いスタートを切り、ダイヤモンドバックスの正捕手を務めた。7月には監督推薦によりオールスターのメンバーに選出された。後半戦に入ると打撃の調子を上げ、打率.295、8本塁打、41打点、OPS0.852という成績をマーク。シーズン全体では、自己最多の140試合に出場し、メジャーで初めて規定打席に到達した。打率.282・18本塁打・86打点・1盗塁・OPS0.820という好成績を残し、本塁打と打点、それに二塁打（36本）で自己ベストの数字を叩き出した。守備面での活躍も光り、DRS+5・自己最高にしてリーグ1位となる盗塁阻止率40%を記録するなど、好守に充実したシーズンを過ごした。シーズン終了後のMVP投票では、セントルイス・カージナルスのヤディアー・モリーナと並んで21位にランクインした。
2012年5月26日に球団史上最高額となる総額6000万ドルの5年契約を結んだ。シーズンでは141試合に出場し、2年連続で規定打席に到達。得点圏で打率.345・OPS1.001と非常によく打ち、打率.286・15本塁打・88打点（前年を超える自己ベスト）・OPS0.829という打撃成績を残した。また、選球眼が飛躍的に向上し、2011年までの自己ベスト（47四球）を大幅に更新する73四球を選び、リーグ6位となる出塁率.391をマークした。守備では、盗塁阻止率42%を記録し、2年連続4割以上・自己最高の数字だった。
2013年開幕前の3月に開催された第3回ワールド・ベースボール・クラシック(WBC)のベネズエラ代表に選出された。

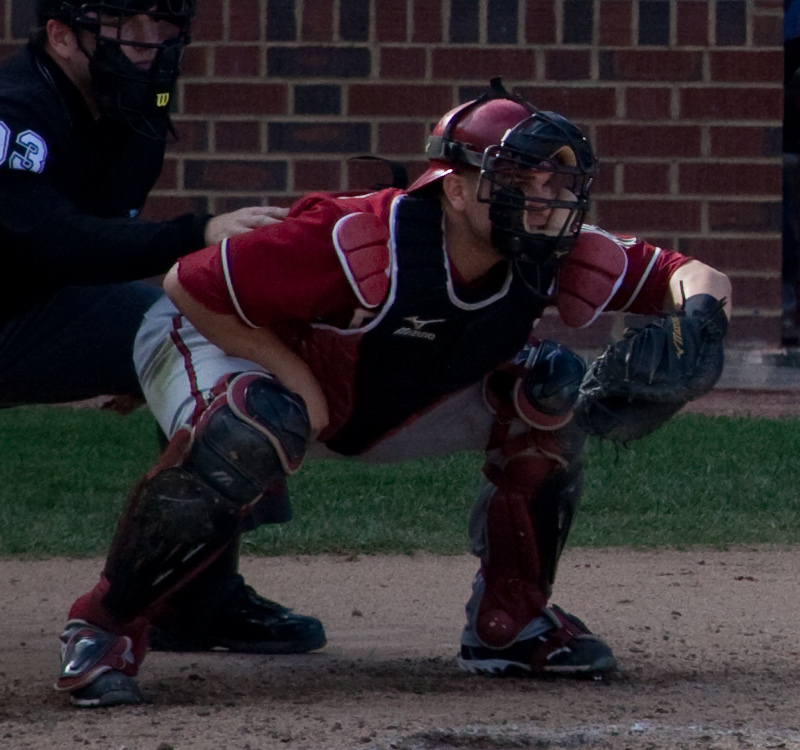
アリゾナ・ダイヤモンドバックスでの現役時代
(2009年10月4日)

シーズンでは打撃不振に陥った上、7月には腰痛を発症させて故障者リスト入りした。これら不振や故障の影響により、規定打席に届かなかったばかりか、2011年から2年連続でクリアしていた打率.280・15本塁打・80打点のラインにも届かなかった。守備面でも、DRSが4年ぶりにマイナスとなった（-1）ほか、リーグワーストとなる9個のパスボールを記録。盗塁阻止率も、3年ぶりに40%未満（33%）に終わり、打撃と同様に精彩を欠いた。
2014年は3年ぶりにオールスターのメンバーに選出され、シーズンでは136試合に出場して2年ぶりに規定打席に到達。しかし、前年の打撃不振から脱却出来ず、打率.243・13本塁打・72打点・OPS0.699という打撃成績に終わった。元々、足が速くて盗塁の多い選手ではないが、4回盗塁にトライして全て失敗し、走塁面でも不振を呈した。守備は更に悪化し、自己ワーストの13失策を犯した。DRSも2年連続で悪化し、盗塁阻止率もリーグ平均値（28%）とほぼ同等の29%に留まるなど、走攻守の全部門で不振だった。

### カブス時代
2014年12月9日にジェファーソン・メヒア、ザック・ゴドリーとのトレードで、シカゴ・カブスへ移籍した。

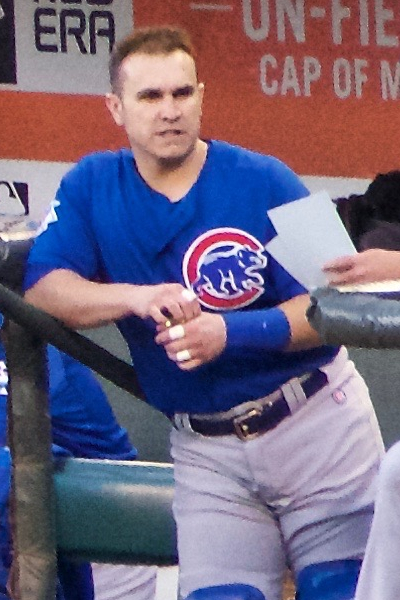
シカゴ・カブスでの現役時代
(2015年8月26日)

2015年は113試合に出場し、うち90試合が先発マスクだった。バッティング面では打率.248・15本塁打・53打点・1盗塁・OPS0.754を記録、通算100本塁打を達成した。ディフェンス面では、巧みなリードでジョン・レスターやジェイソン・ハメルらの好投を度々引き出した。一方でリーグの捕手でワーストの12失策を犯し (守備率.986) 、盗塁阻止率もリーグ平均値28%に対して20%止まりだった。ただし、DRSは +7と好数値だった。
2016年は、ウィルソン・コントレラスの台頭もあって86試合の出場で打率.216、8本塁打、33打点、1盗塁、OPS .684という冴えない成績に終わった。守備面では71試合でマスクを被ったが、7失策、守備率.988、DRS -1、盗塁阻止率11%と、打撃同様にイマイチの内容に終わった。なお、この年は1試合でマウンドにも登り、11⁄3回で被安打4、1失点という内容だった。
2017年6月27日のナショナルズ戦で1試合7盗塁を与え、その責任を先発投手のジェイク・アリエータに押し付ける発言をしたため、その翌日にDFAとなった。

### ブルージェイズ時代

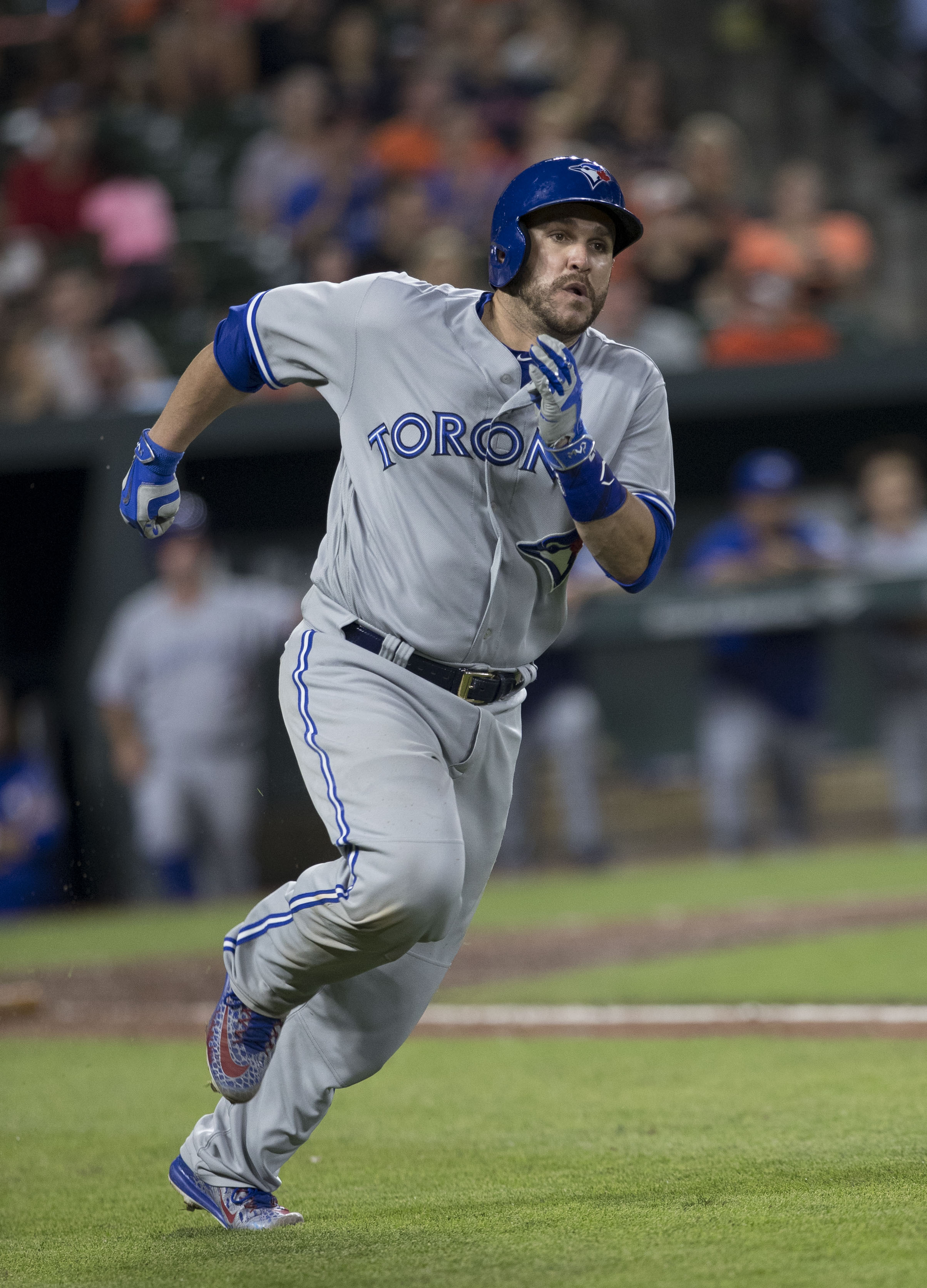
トロント・ブルージェイズでの現役時代
(2017年8月31日)

2017年7月3日に後日発表選手または金銭とのトレードで、控え捕手のルーク・メイリーが故障者リストに登録されたチーム事情から、トロント・ブルージェイズへ移籍した。7月30日のロサンゼルス・エンゼルス戦で、この日デビューしたトロイ・スクリブナーから移籍後3安打目にして初本塁打を記録した。オフの11月2日にFAとなった。

### ナショナルズ時代
2018年2月1日にワシントン・ナショナルズとマイナー契約を結び、同年のスプリングトレーニングに招待選手として参加することになった。3月27日にメジャー契約を結んでアクティブ・ロースター入りしたが、4試合の出場で11打数で無安打と振るわなかった。4月11日にマット・ウィータースの故障者リストからの復帰に伴ってDFAとなり、14日に自由契約となった。その後はどの球団とも契約せず、12月10日に引退を表明した。

## プレースタイル
- 打撃

アベレージとパワーのどちらのスタッツでも数字を残せる打力を持つ。マイナーリーグでは、.300以上の打率を記録した事もある。メジャーリーグでは.300到達は未経験だが、レギュラー格として100試合以上に出場したシーズンでは、.280～.290台の打率をマークする。パワー面では、15本塁打以上を複数回記録しており、2011年はリーグ9位の36二塁打をマークするなど、高水準。
- 守備

かつては2011年から2年連続で40%以上の盗塁阻止率を記録する強肩の持ち主だった。2011年（40%）は、ナショナルリーグ1位の盗塁阻止率である。しかし、2013年からは阻止率が年々低下している。

## 詳細情報

### 年度別打撃成績
| 年 度     | 球 団     | 試 合 | 打 席 | 打 数 | 得 点 | 安 打 | 二 塁 打 | 三 塁 打 | 本 塁 打 | 塁 打 | 打 点 | 盗 塁 | 盗 塁 死 | 犠 打 | 犠 飛 | 四 球 | 敬 遠 | 死 球 | 三 振 | 併 殺 打 | 打 率 | 出 塁 率 | 長 打 率 | O P S |
| --------- | --------- | ----- | ----- | ----- | ----- | ----- | -------- | -------- | -------- | ----- | ----- | ----- | -------- | ----- | ----- | ----- | ----- | ----- | ----- | -------- | ----- | -------- | -------- | ----- |
| 2006      | ARI       | 6     | 17    | 16    | 0     | 4     | 1        | 0        | 0        | 5     | 3     | 0     | 0        | 0     | 0     | 1     | 0     | 0     | 3     | 0        | .250  | .294     | .313     | .607  |
| 2007      | ARI       | 84    | 244   | 214   | 30    | 48    | 7        | 0        | 10       | 85    | 37    | 0     | 0        | 1     | 6     | 20    | 2     | 3     | 35    | 7        | .224  | .292     | .397     | .689  |
| 2008      | ARI       | 70    | 207   | 184   | 24    | 47    | 16       | 1        | 5        | 80    | 18    | 0     | 0        | 1     | 1     | 19    | 3     | 2     | 49    | 1        | .255  | .330     | .435     | .765  |
| 2009      | ARI       | 128   | 470   | 425   | 61    | 125   | 30       | 0        | 16       | 203   | 59    | 1     | 2        | 2     | 2     | 38    | 5     | 3     | 78    | 6        | .294  | .355     | .478     | .832  |
| 2010      | ARI       | 85    | 331   | 297   | 36    | 79    | 20       | 2        | 9        | 130   | 43    | 0     | 1        | 0     | 3     | 29    | 3     | 2     | 71    | 10       | .266  | .332     | .438     | .770  |
| 2011      | ARI       | 140   | 553   | 493   | 65    | 139   | 36       | 1        | 18       | 231   | 86    | 1     | 1        | 1     | 4     | 47    | 10    | 8     | 97    | 14       | .282  | .351     | .469     | .820  |
| 2012      | ARI       | 141   | 573   | 486   | 65    | 139   | 25       | 2        | 15       | 213   | 88    | 0     | 0        | 0     | 2     | 73    | 6     | 12    | 130   | 15       | .286  | .391     | .438     | .829  |
| 2013      | ARI       | 116   | 475   | 413   | 44    | 95    | 14       | 0        | 11       | 142   | 42    | 0     | 0        | 0     | 6     | 51    | 4     | 5     | 110   | 18       | .230  | .318     | .344     | .662  |
| 2014      | ARI       | 136   | 560   | 489   | 40    | 119   | 23       | 0        | 13       | 181   | 72    | 0     | 4        | 0     | 6     | 56    | 11    | 9     | 97    | 12       | .243  | .329     | .370     | .699  |
| 2015      | CHC       | 113   | 403   | 347   | 36    | 86    | 11       | 0        | 15       | 142   | 53    | 1     | 1        | 0     | 3     | 49    | 5     | 4     | 103   | 9        | .248  | .345     | .409     | .754  |
| 2016      | CHC       | 86    | 284   | 242   | 33    | 52    | 8        | 1        | 8        | 86    | 33    | 1     | 0        | 0     | 2     | 38    | 5     | 3     | 58    | 8        | .216  | .327     | .357     | .684  |
| 2017      | CHC       | 44    | 112   | 98    | 12    | 28    | 3        | 0        | 4        | 43    | 8     | 1     | 0        | 0     | 1     | 11    | 1     | 2     | 24    | 3        | .286  | .366     | .439     | .805  |
| 2017      | TOR       | 32    | 101   | 87    | 12    | 12    | 3        | 0        | 2        | 21    | 8     | 0     | 0        | 0     | 1     | 12    | 0     | 1     | 23    | 3        | .138  | .248     | .241     | .489  |
| '17計     | TOR       | 76    | 213   | 185   | 24    | 40    | 6        | 0        | 6        | 64    | 16    | 1     | 0        | 0     | 2     | 23    | 1     | 3     | 47    | 6        | .216  | .310     | .346     | .656  |
| 2018      | WSH       | 4     | 13    | 11    | 0     | 0     | 0        | 0        | 0        | 0     | 0     | 0     | 0        | 0     | 0     | 2     | 1     | 0     | 3     | 0        | .000  | .154     | .000     | .154  |
| MLB：13年 | MLB：13年 | 1185  | 4343  | 3801  | 458   | 973   | 197      | 7        | 126      | 1562  | 550   | 5     | 9        | 5     | 37    | 446   | 56    | 54    | 881   | 106      | .256  | .340     | .411     | .751  |

### 記録
MiLB
- オールスター・フューチャーズゲーム選出：1回（2005年）

MLB
- MLBオールスターゲーム選出：2回（2011年、2014年）

### 背番号
- 26（2006年 - 2014年）
- 47（2015年 - 2017年6月）
- 39（2017年7月 - 同年終了）
- 14（2018年）

### 代表歴
- 2013 ワールド・ベースボール・クラシック・ベネズエラ代表